# Бахтин, Александр Геннадьевич
Александр Геннадьевич Бахтин (род. 7 декабря 1960, Йошкар-Ола, Марийская АССР, СССР) — советский и российский историк, доктор исторических наук, профессор кафедры общеобразовательных дисциплин и методики их преподавания  факультета общего и профессионального образования Марийского государственного университета. Участник войны в Афганистане.
В область научных интересов входят: восточная политика России в XIII—XVI веках, национальные отношения, история народов Поволжья, Золотой Орды и постзолотоордынских государств, Урала и Западной Сибири, а также история Марийского края и другие вспомогательные исторические дисциплины.

## Биография
Отец — плотник, мать — хлебопекарь. Во время срочной службы принимал участие в Афганской войне.
В 1981 году поступил на историко-филологический факультет Марийского государственного университета, который окончил в 1987 году по специальности «История» с присвоением квалификации «Историк, преподаватель истории и обществоведения». С 1989 года в том же университете работал ассистентом. В 1991—1994 годах обучался в аспирантуре Московского педагогического государственного университета (МПГУ).
В 1994 году защитил диссертацию на соискание учёной степени кандидата исторических наук по теме «Повстанческое движение в Среднем Поволжье и Приуралье во второй половине XVI в.». С 1996 года — старший преподаватель, а с 1998 — доцент. С января 1999 года — докторант кафедры истории МПГУ им. Крупской. В 2002 году защитил докторскую диссертацию по теме «Русское государство и Казанское ханство: межгосударственные отношения в XV—XVI веках». С того же года — профессор кафедры истории Марийского государственного педагогического института им. Н. К. Крупской. С 2008 года (по настоящее время) — профессор кафедры общеобразовательных дисциплин и методики их преподавания факультета общего и профессионального образования Марийского государственного университета.

## Награды
- юбилейная медаль «70 лет Вооружённых Сил СССР» (СССР, 1988)
- медаль «От благодарного афганского народа» (Афганистан, 1989)
- нагрудный знак «Воину-интернационалисту» (СССР, 1990)
- медаль «15 лет вывода советских войск из Демократической Республики Афганистан» (Россия, 2004)